# جوزيف مورفان
جوزيف مورفان (بالفرنسية: Joseph Morvan)‏ مواليد 3 ديسمبر 1924 في فرنسا - الوفاة 26 يوليو 1999 في فرنسا، كان دراج فرنسي في صنف سباق الدراجات على الطريق.

## سجل النتائج

### سباقات أو مراحل فاز بها
- طواف فرنسا

## وصلات خارجية
- الموقع الرسمي

## روابط خارجية
- جوزيف مورفان على موقع أرشيف الدراجات (الإنجليزية)
- جوزيف مورفان على موقع إحصائيات الدراجات الإحترافية (الإنجليزية)